# Dessa kära, vilka vila ut
Dessa kära, vilka vila ut är en psalm med text skriven 1904 av Johannes Paulson.

## Publicerad i
- Den svenska psalmboken 1937, som nummer VIII under rubriken "Psalmer, att läsas vid enskild andakt".[1]